# Chalcides bedriagai
Chalcides bedriagai е вид влечуго от семейство Сцинкови (Scincidae). Видът е почти застрашен от изчезване.

## Разпространение
Разпространен е в Испания и Португалия.